# Love Is for Suckers
Albums de Twisted Sister
Come Out and Play
(1985) Still Hungry
(2004)
Love Is for Suckers est le cinquième album musical du groupe Twisted Sister sorti en 1987.

## Liste des chansons
| No  | Titre                   | Durée |
| --- | ----------------------- | ----- |
| 1.  | Wake Up                 | 4:19  |
| 2.  | Hot Love                | 3:28  |
| 3.  | Love Is for Sucker      | 3:25  |
| 4.  | I'm So Hot for You      | 4:05  |
| 5.  | Tonight                 | 3:51  |
| 6.  | Me and the Boys         | 3:52  |
| 7.  | One Bad Habit           | 3:18  |
| 8.  | I Want This Night       | 4:18  |
| 9.  | You Are All That I Need | 4:17  |
| 10. | Yeah Right              | 3:14  |